# Монтисело (Ајова)
Монтисело (енгл. Monticello) град је у америчкој савезној држави Ајова. По попису становништва из 2010. у њему је живело 3.796 становника.

## Демографија
Према попису становништва из 2010. у граду је живело 3.796 становника, што је 189 (5,2%) становника више него 2000. године.
| Група             | 2000.         | 2010.         |
| Белци             | 3.530 (97,9%) | 3.706 (97,6%) |
| Афроамериканци    | 7 (0,2%)      | 13 (0,3%)     |
| Азијати           | 5 (0,1%)      | 10 (0,3%)     |
| Хиспаноамериканци | 42 (1,2%)     | 50 (1,3%)     |
| Укупно            | 3.607         | 3.796         |